# オスカル・アイゼンガルテン
オスカル・アイゼンガルテン、オスカー・アイゼンガルテン（Heinrich Friedrich Oskar (Oscar) Eisengarten, 1857年　ハレ・アン・デア・ザーレ - 1906年）は、カール・マルクスの大著『資本論』の草稿第2部をエンゲルスが編集した際の口述筆記者として知られている。フリードリヒ・エンゲルスは晩年、病気を再発し、ソファに座りながら草稿を読み上げて、“オスカー・アイゼンガルテン”と言う名の若者に口述筆記をさせたと言われている。

## 資本論草稿の編集について
近年（2004年）、新MEGA編集委員（『新マルクス＝エンゲルス全集』Zweite Marx-Engels-Gesamtausgabe）によって、これまでほとんど未公刊だった『資本論』の諸草稿類が公表されたが、この編集・研究の過程で、アイゼンガルテンはエンゲルスとともに資本論第2部の編集作業に相当部分で関わっていることが判明した。アイゼンガルテンは単なる口述筆記者としての枠を越えて「エンゲルス編集原稿」に多くの手を加え、『資本論』の原稿編集に関与している。
現行『資本論』第2部は、マルクスの8つの主要草稿（とりわけ第2のものと第8のもの）をもとにした「エンゲルス編集原稿」によるものである。しかし「エンゲルス編集原稿」は単なる「編集原稿」の枠を越えているという意見もある。
新MEGA編集委員によれば、編集原稿は、ボーゲン紙半裁（200mm×254mm）の用紙792枚が存在し、その大部分がオスカー・アイゼンガルテンによって書き写されたテクスト本文と、エンゲルスによって書き込まれた様々な加筆・抹消・訂正・挿入・翻訳・編集上の多くの指示で満たされている。
また全体には2種類のページ付けが存在し、編集原稿作成過程の試行錯誤や具体的進行状況にはエンゲルスとアイゼンガルテンとの共同作業の痕跡があることが近年の新MEGA編集委員の研究によって明らかになった（大谷禎之介、大村泉の研究参照）。
またアイゼンガルテン本人は口述筆記だけでなく、単独で筆写も行っている。出版された『資本論』第2巻、第3巻は、マルクスの未完成の諸草稿と多くの異同が見られ、エンゲルスによるマルクスの述語の変更も存在する。
エンゲルスは『資本論』第三巻の序言で次のように述べている。
「私はこの編集を必要最小限に制限し、最初の下書きの性格を、文意の明瞭さをさまたげるものでなければつねにできる限り保存し、個々の繰り返しさえも、マルクスが普通そうするように、対象をそのつど別の側面からとらえたり、あるいは別の表現様式で描出しているところでは、これを抹消したりはしなかった。私の変更または加筆が単に編集的な性質のものではないところ、または、私がマルクスによって提供された事実関係の材料から、たとえ可能な限りマルクスの精神にもとづいて一貫してであるとはいえ、私自身の結論を書き上げなければならなかったところでは、その個所全体を角括弧に入れて私の頭文字を付してある。」